# Svjetski kup u vaterpolu 2014.
Svjetski kup u vaterpolu 2014. 15. je izdanje ovog natjecanja koje se održava svako četiri godine. Održalo se u Almatiju u Kazahstanu od 19. do 24. kolovoza 2014. Srbija nije trebala moći braniti naslov zbog promjena kriterija za nastup koje je uvela FINA. Naime, više na Svjetskom kupu ne nastupa prvih osam momčadi s prošlog Svjetskog prvenstva. Nastupaju samo prve tri i pet predstavnika svojih kontinenata (na SP-u 2013. najbolje plasirani predstavnik svog kontinenta koji nije među osvajačima odličja). Time je srbijanski neuspjeh na SP-u 2013. na kojem su bili prvi favoriti za zlato trebao biti i veći, ali je došlo do promjena. Svjetski kup u vaterpolu jedino je veliko natjecanje koje Hrvatska nikada nije osvojila.
Srbija je priredila senzaciju obranivši naslov. U završnici su sa znatno pomlađenim sastavom (samo jedan igrač s EP-a) na peterce svladali prvu momčad Mađarske. Tako je Srbija osvajač svih natjecanja u 2014. godini: svjetske lige, europskog prvenstva i svjetskog kupa. U svim završnicama pobjeđivali su Mađarsku. Hrvatska i Crna Gora također su poslale znatno pomlađene sastave.

## Kvalifikacije
| Muški vaterpolo                      | Nadnevak          | Domaćin   | Broj mjesta | Izborili sudjelovanje          |
| ------------------------------------ | ----------------- | --------- | ----------- | ------------------------------ |
| domaćin i predstavnik Azije          | -                 | -         | 1           | Kazahstan                      |
| svjetsko prvenstvo u vaterpolu 2013. | 3. kolovoza 2013. | Barcelona | 3           | Mađarska, Crna Gora, Hrvatska  |
| predstavnik Europe                   | -                 | -         | 1           | Srbija (trebala biti Italija ) |
| predstavnik Oceanije                 | -                 | -         | 1           | Australija                     |
| predstavnik Amerike                  | -                 | -         | 1           | SAD                            |
| predstavnik Afrike                   | -                 | -         | 1           | JAR                            |
| UKUPNO                               |                   |           | 8           |                                |

## Turnir

### Skupina A
| Nadnevak     | 1. momčad | Ishod | 2. momčad |
| ------------ | --------- | ----- | --------- |
| 19. kolovoza | Crna Gora | 3:9   | Srbija    |
|              | JAR       | 1:19  | SAD       |
| 20. kolovoza | JAR       | 1:17  | Srbija    |
|              | Crna Gora | 7:11  | SAD       |
| 21. kolovoza | Crna Gora | 12:4  | JAR       |
|              | Srbija    | 11:9  | SAD       |

|    | Tablica   | I | Pob. | Ner. | Por. | Pos. P | Prim. P | RP  | Bodovi |
| -- | --------- | - | ---- | ---- | ---- | ------ | ------- | --- | ------ |
| 1. | Srbija    | 3 | 3    | 0    | 0    | 37     | 13      | +24 | 6      |
| 2. | SAD       | 3 | 2    | 0    | 1    | 39     | 19      | +20 | 4      |
| 3. | Crna Gora | 3 | 1    | 0    | 2    | 22     | 24      | -2  | 2      |
| 4. | JAR       | 3 | 0    | 0    | 3    | 6      | 48      | -42 | 0      |

### Skupina B
| Nadnevak     | 1. momčad  | Ishod | 2. momčad  |
| ------------ | ---------- | ----- | ---------- |
| 19. kolovoza | Hrvatska   | 5:9   | Mađarska   |
|              | Kazahstan  | 8:11  | Australija |
| 20. kolovoza | Hrvatska   | 6:3   | Australija |
|              | Kazahstan  | 9:15  | Mađarska   |
| 21. kolovoza | Australija | 8:8   | Mađarska   |
|              | Kazahstan  | 7:14  | Hrvatska   |

|    | Tablica    | I | Pob. | Ner. | Por. | Pos. P | Prim. P | RP  | Bodovi |
| -- | ---------- | - | ---- | ---- | ---- | ------ | ------- | --- | ------ |
| 1. | Mađarska   | 3 | 2    | 1    | 0    | 32     | 22      | +10 | 5      |
| 2. | Hrvatska   | 3 | 2    | 0    | 1    | 25     | 19      | +6  | 4      |
| 3. | Australija | 3 | 1    | 1    | 1    | 22     | 22      | 0   | 3      |
| 4. | Kazahstan  | 3 | 0    | 0    | 3    | 24     | 40      | -16 | 0      |

### Doigravanje
| 1. momčad | Ishod           | 2. momčad  |
| --------- | --------------- | ---------- |
| SAD       | 7:7, 4:2 (pet.) | Australija |
| Crna Gora | 5:6             | Hrvatska   |
| Srbija    | 16:10           | Kazahstan  |
| JAR       | 1:15            | Mađarska   |

### Za poredak od 5. do 8. mjesta
| 1. momčad  | Ishod | 2. momčad |
| ---------- | ----- | --------- |
| Australija | 13:2  | JAR       |
| Crna Gora  | 8:9   | Kazahstan |

#### 7./8.
| 1. momčad | Ishod | 2. momčad |
| --------- | ----- | --------- |
| JAR       | 10:13 | Crna Gora |

#### 5./6.
| 1. momčad  | Ishod | 2. momčad |
| ---------- | ----- | --------- |
| Australija | 12:6  | Kazahstan |

### Poluzavršnica
| 1. momčad | Ishod | 2. momčad |
| --------- | ----- | --------- |
| SAD       | 5:7   | Mađarska  |
| Hrvatska  | 4:7   | Srbija    |

### Za treće mjesto
| 1. momčad | Ishod | 2. momčad |
| --------- | ----- | --------- |
| SAD       | 6:8   | Hrvatska  |

### Završnica
| 1. momčad | Ishod           | 2. momčad |
| --------- | --------------- | --------- |
| Mađarska  | 7:7, 2:4 (pet.) | Srbija    |

| Pobjednici          |
| ------------------- |
| Srbija Drugi naslov |